# Pinnatella foreauana
Pinnatella foreauana är en bladmossart som beskrevs av Thériot och Potier de la Varde 1925. Pinnatella foreauana ingår i släktet Pinnatella och familjen Neckeraceae. Inga underarter finns listade i Catalogue of Life.